# Questo Libro e da Imparare Giocare a Scachi

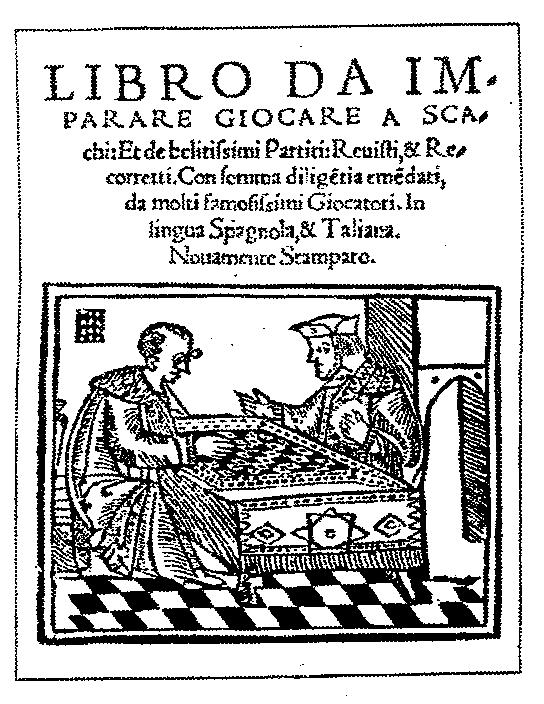
Capa do famoso tratado Questo Libro e da Imparare Giocare a Scachi do xadrezista português Damiano de Odemira, publicado em 1512.

Questo Libro e da Imparare Giocare a Scachi: Et de Belitissimi Partiti é o título do tratado sobre enxadrismo de autoria de Pedro Damiano, publicado pela primeira vez em 1512, na cidade de Roma.
Neste tratado, onde grande parte das partidas já haviam sido publicadas por Lucena, Odemira analisa algumas aberturas, sugerindo que depois de 1.e4 e5 2.Cf3, a resposta 2...Cc6 é a melhor e que 2...d6 (actualmente chamada Defesa Philidor) não é tão boa. Damiano condenou 2...f6 como a pior defesa, mas, irónica e injustamente, o seu nome foi dado a esta abertura.
Damiano aconselha, nomeadamente: "Quando tenhas em vista um bom lance, examina sempre se não existirá um que seja melhor. Quando se possui vantagem material, convém trocar o mais possível, se estas trocas nada fizerem perder". Também dedica um capítulo à "arte de jogar com a mente".
Damiano sugere que o xadrez foi inventado por Xerxes I, sendo essa a razão para ser conhecido em língua portuguesa por "xadrez" e em espanhol por "ajedrez". De facto, estas palavras vieram do persa antigo chaturanga por via do árabe xaţrandj.